# أنتوني ديكرسون
أنتوني ديكرسون (بالإنجليزية: Anthony Dickerson)‏ هو لاعب كرة قدم أمريكية أمريكي، ولد في 9 يونيو 1957 في تكساس سيتي في الولايات المتحدة، وتوفي في 21 مارس 2019.

## وصلات خارجية
- أنتوني ديكرسون على موقع مرجع كرة القدم المحترفة.كوم (الإنجليزية)